# Gastronomia de Bulgària
La gastronomia búlgara forma part de la cuina del sud-est d'Europa i comparteix característiques amb altres cuines balcàniques. Les tradicions culinàries de Bulgària són diverses a causa de factors geogràfics com ara les condicions climàtiques adequades per a una varietat de verdures, herbes i fruites. A part de la varietat de plats búlgars locals, la cuina búlgara comparteix una sèrie de plats amb els seus països veïns, en particular amb la cuina turca i la grega.
La cuina búlgara inclou una contribució significativa de la cuina otomana, i, per tant, comparteix una sèrie de plats amb la cuina de l'Orient Mitjà, com moussaka, gyuvetch, kyufte, baklava, ayran i shish kebab. El menjar búlgar sovint incorpora amanides com a aperitius i també destaca pel protagonisme dels lactis, els vins i altres begudes alcohòliques com la rakia. La cuina també inclou una varietat de sopes, com ara la sopa freda tarator, i pastes, com la banitsa a base de massa fil·lo, la pita i els diferents tipus de börek.
Els plats principals són molt típicament guisats a base d'aigua, ja siguin vegetarians o amb carn de xai, de cabra, de vedella, de pollastre o de porc. Fregir no és habitual, però la graella, sobretot de diferents tipus d'embotits, és destacada. És habitual la carn de porc, sovint barrejada amb vedella o xai, encara que també s'utilitza molt el peix i el pollastre. Tot i que la majoria del bestiar es cria per a la producció de llet en lloc de carn, la vedella és popular per cuinar aperitius de carn (meze) i en alguns plats principals. Com a exportador substancial de xai, el propi consum de Bulgària és notable, especialment a la primavera.
De manera semblant a altres cultures balcàniques, el consum per càpita de iogurt (en búlgar: кисело мляко, romanitzat: kiselo mlyako, lit. 'llet agra') entre els búlgars és tradicionalment més alt que la resta d'Europa. El país és notable com l'homònim històric de Lactobacillus bulgaricus, un microorganisme responsable principalment de la varietat local de productes lactis. El sirene (сирене), un formatge de salmorra blanca semblant al feta, també és un ingredient popular que s'utilitza en amanides i en una varietat de pastes dolces.
Les festivitats sovint s'observen juntament amb determinats àpats. La vigília de Nadal, per exemple, la tradició requereix pebrots farcits vegetarians i sarmi de fulles de col. La nit de cap d'any sol incloure plats de col, el Nikulden (dia de Sant Nicolau, el 6 de desembre) inclou peixos (generalment carpes), mentre que el Gergyovden (dia de Sant Jordi, el 6 de maig) se celebra normalment amb xai rostit.